# 3DO Interactive Multiplayer
A 3DO Interactive Multiplayer (rövidítve 3DO) egy otthoni videójáték-konzol, amit a The 3DO Company fejlesztett. Az egykori Electronic Arts-alapító Trip Hawkins cége nem maga végezte a konzol gyártását, hanem csak egy specifikációt állított össze, melyet aztán eladott olyan cégeknek, akik gyártani kívánták azt. Az első gépeket a Panasonic készítette 1993-ban, majd 1994-ben a GoldStar (később LG), 1995-ben pedig a Sanyo is beszállt az üzletbe.
Bár indulásakor remek marketingkampányt folytattak (a Time magazin még az 1993-as év termékének is megválasztotta), és a technikai megvalósítás remek volt, a magas ár és a túltelített konzolpiac miatt a 3DO sosem vehette fel igazán a versenyt a Segával és a Nintendóval. A típus gyártását 1996 végén fejezték be.

## Történet
1991-ben az Electronic Arts egykori alapítója, Trip Hawkins egy új céget hozott létre, a The 3DO Company-t. Célja az volt, hogy megalkossák a következő generációs, CD-alapú játékkonzolt, melyet nem ők, hanem külsős cégek gyártanának. A 3DO csak az eladott gépek és a játékok utáni licenszdíjakat gyűjtené be. A játékkiadóknak az általuk kért 3 dollár kedvezőbb volt, mint a Sega vagy a Nintendo lényegesen magasabb költségei. A hardvert Dave Needle és R.J. Mical tervezték, akik a Commodore Amiga és az Atari Lynx tervezésében is részt vettek, maguk a tervek pedig egy éttermi szalvétára lettek először lerajzolva 1989-ben. Hawkins, aki jól ismerte a két tervezőt, úgy döntött, hogy együttműködik velük ahelyett, hogy tiszta lappal indulva, saját kútfőből oldaná meg a gépfejlesztés kérdését.
Hawkins első körben a Sonyra és a Panasonicra gondolt, mint két legnagyobb hardvergyártóra, akik esetleg gyárthatnák a 3DO konzolt. A Sony nemet mondott, ugyanis ők már készítették a PlayStationt, és egy másik megkeresett cég, a Sega is kiszállt a várható költségek miatt. A Panasonic viszont úgy döntött, beszáll az üzletbe, és az FZ-1-es modellt bemutatta 1993-ban. Később a GoldStar és a Sanyo is elkezdték a gyártást. Voltak olyan cégek, melyek megvették a licenszet, de sohasem gyártottak 3DO konzolokat, például a Samsung, a Toshiba, és az AT&T (utóbbi 1994-ben egy prototípust azért épített).
Ennek a licenszelésnek a hátránya volt, hogy jelentős mértékben megnövelte az árakat. Ugyanis a gyártók szerettek volna a készülékeik után nyereséget, míg a Sony és a Sega saját konzoljaikat eleve veszteségesen adták el, hiszen az eladott szoftverekből jött a nyereség. Megjelenésekor a 3DO 700 dollár volt, magasan a legdrágább a konzolok között. Ezen később változtattak, például a GoldStar modellje már csak 400 dollárba került, a Panasonicé pedig 500-ra csökkent.
Az induláskor Hawkins állítása szerint a készülék HDTV-képes volt, és televíziós set-top-boxként való hasznosítására is keresik a megoldást. Kétoldalas hirdetéseket adtak fel neves lapokban, technológiai ugrásként jellemezve a készüléket, azt állítva, hogy szoftveresen bőségesen el lesz látva. Hivatalosan 1993 októberében startolt el a konzol, a valóságban azonban voltak még csúszások. Az első játékok nem készültek el időre a még kiforratlan technika miatt, amellett a 3DO sem véglegesítette az utolsó pillanatig a specifikációkat, ami miatt meg azért késtek egyes játékok, mert a módosított hardveren is le kellett tesztelniük őket. Egyetlen játék, a "Crash 'n Burn" jelent meg a startkor, és a Panasonic sem készített túl sok készüléket belőle eddig, üzletenként jellemzően egy-két darab volt csak eladó.
Japánban 1994 márciusában indult meg a forgalmazás, kezdetben 6 játékkal. Kezdetben sikeres volt, ám lassan visszaesett, mivel a konzolt főként pornográf tartalmak terjesztésére használták az országban.
1995-ben megjelent a Sony PlayStation és a Sega Saturn, amelyek miatt a konzol a technikai fölényét is elvesztette. A 3DO erre úgy reagált, hogy a jó szoftverellátottságra helyezték a hangsúlyt, árakat csökkentettek, és bejelentették az M2 névre keresztelt utódot. Hogy hangsúlyozzák, nem hagyják cserben a régebbi konzol tulajdonosait sem, az M2 eleinte mint a 3DO konzol kiegészítője volt tervbe véve, majd egy új gépként, mely visszamenőlegesen kompatibilis. Végül a projektet lefújták.
A Panasoniccal ellentétben a GoldStar kezdetben csak hardvert gyártott, ami hamar veszteségessé tette az egészet - nem tudtak nyereséget termelni az árcsökkenések után. Próbáltak visszatérni a hagyományos módszerekhez, és veszteségesen árult gépek mellett nyereségesen szoftvereket eladni, de az üzletáguk túl későn alakult át. Mivel a Panasonic kizárólagos jogokat kapott az M2-es gyártására, a GoldStarnak nem volt többé érdeke a gépet tovább gyártani, így 1996 elején befejezték a gyártást. Ebben az évben számos szoftverfejlesztő cég is jelezte, hogy nem gyártanak több 3DO programot, így a Panasonic maradt az egyetlen a piacon, amely hardvert és szoftvert is készített. 1996 közepére egy készülék ára már csak 200 dollár volt.
1996 végén befejezték a konzol gyártását, és azzal együtt a teljes M2 projektet is befejezték. A 3DO is bezárta hardveres üzletágát és átalakult: innentől kezdve a számítógépes játékokra és a többjátékos programokra helyezték a hangsúlyt.
A 3DO bukását végső soron a magas ár, és az elhibázott, támogatás nélküli licenszpolitika okozta. Emellett nem segített az sem, hogy az induláskor mindössze egyetlen program volt elérhető.

## Változatok
A 3DO Company licencpolitikája miatt többféle változata is megjelent a 3DO-nak. Összesen 8 konzolváltozatot készített a Panasonic, a Sanyo és a GoldStar, továbbá a Creative készített egy bővítőkártyát számítógépekhez, ami lehetővé tette a 3DO-játékok futtatását Windows alatt.

## Játékok
A 3DO-ra hivatalosan 239 játék jelent meg, közülük a legtöbb példányban eladott játék a Gex.

## Hardver

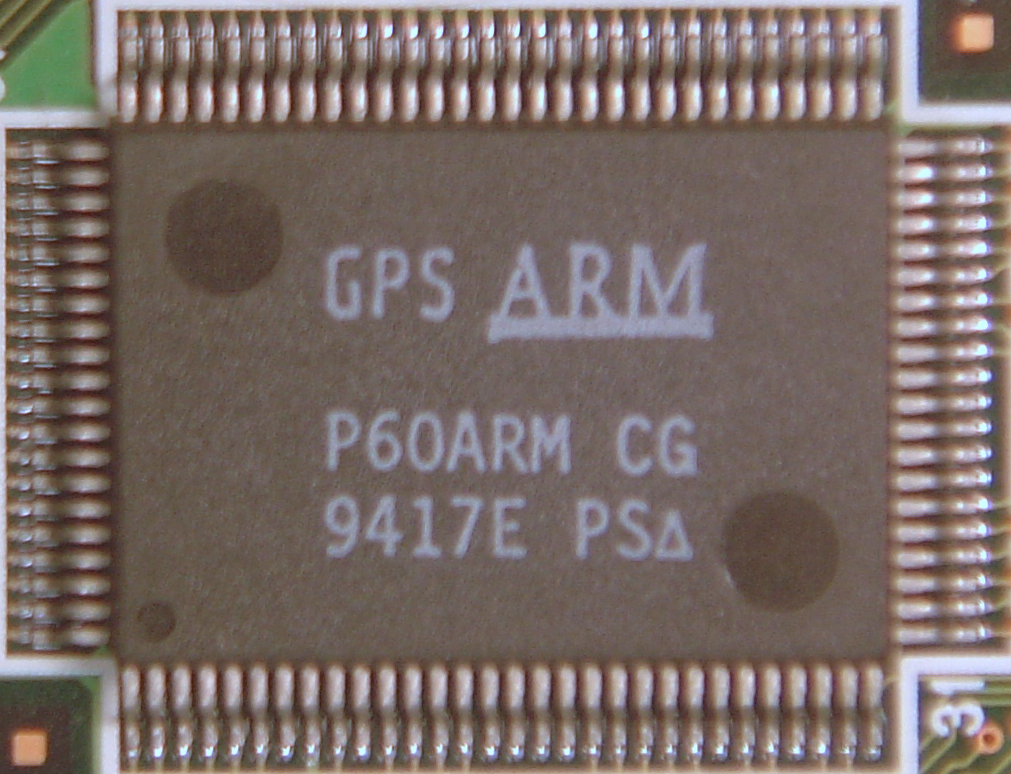
Az FZ-1-es modell processzora

- CPU: 12.5 MHz RISC 32 bites processzor (ARM60, 32 bites ARM6 változat)
- GPU: 2 gyorsított video társprocesszor, 25 MHz
- Kijelző: 640×480 pixeles felbontás, 16 millió szín
- Média: CD-ROM meghajtó 300 KBps adatátvitellel
- Memória: 2 MB DRAM, 1 MB VRAM, 1 MB ROM
- 2 db bővítőhely